# ميخ (حريضة)
'

تعديل مصدري - تعديل

ميخ هي إحدى قرى عزلة حريضة بمديرية حريضة التابعة لمحافظة حضرموت، بلغ تعداد سكانها 201 نسمة حسب تعداد اليمن لعام 2004.